# Indazol
Indazol, también llamado isoindazol, es un compuesto orgánico aromático heterocíclico.  Este compuesto bicíclico consta de la fusión de benceno y pirazol.
Los derivados de indazol muestran una amplia variedad de actividades biológicas.
Los indazoles son raros en la naturaleza. Los alcaloides nigelicina, nigeglanina, y nigelidina son indazoles. La nigelicina fue aislada de la planta ampliamente distribuida Nigella sativa L. (Comino negro). La nigeglanina fue aislada de extractos de Nigella glandulifera.
La reacción de Davis-Beirut puede generar 2H-indazoles.
Indazol, C7H6N2, fue obtenido por E. Fischer (Ann. 1883, 221,
p. 280) al calentar ortho-hidrazina cinnamic ácido,
| C6H4 | CH = CH·COOH | =C2H4O2+C7H6N2. |
| C6H4 | NH·NH2       | =C2H4O2+C7H6N2. |

## Algunos derivados
indazol-3-ácido carboxílico
Tiene un grupo de ácido carboxílico en el carbono 3. Puede ser modificado hasta  lonidamina & tolnidamina.